# Lorenzo Crisetig
Lorenzo Crisetig (Cividale del Friuli, 20 gennaio 1993) è un calciatore italiano, centrocampista del Padova, di cui è capitano.

## Caratteristiche tecniche
Centrocampista centrale mancino dotato di una buona visione di gioco e buon senso della posizione.
Predilige giocare come regista davanti alla difesa in un centrocampo a tre, supportato eventualmente da due centrocampisti più dinamici, in quanto l'atletismo non è la sua caratteristica principale. Può comunque adattarsi al ruolo di mezzala e in alcuni casi anche a quello di trequartista.

## Carriera

### Club

#### Inter

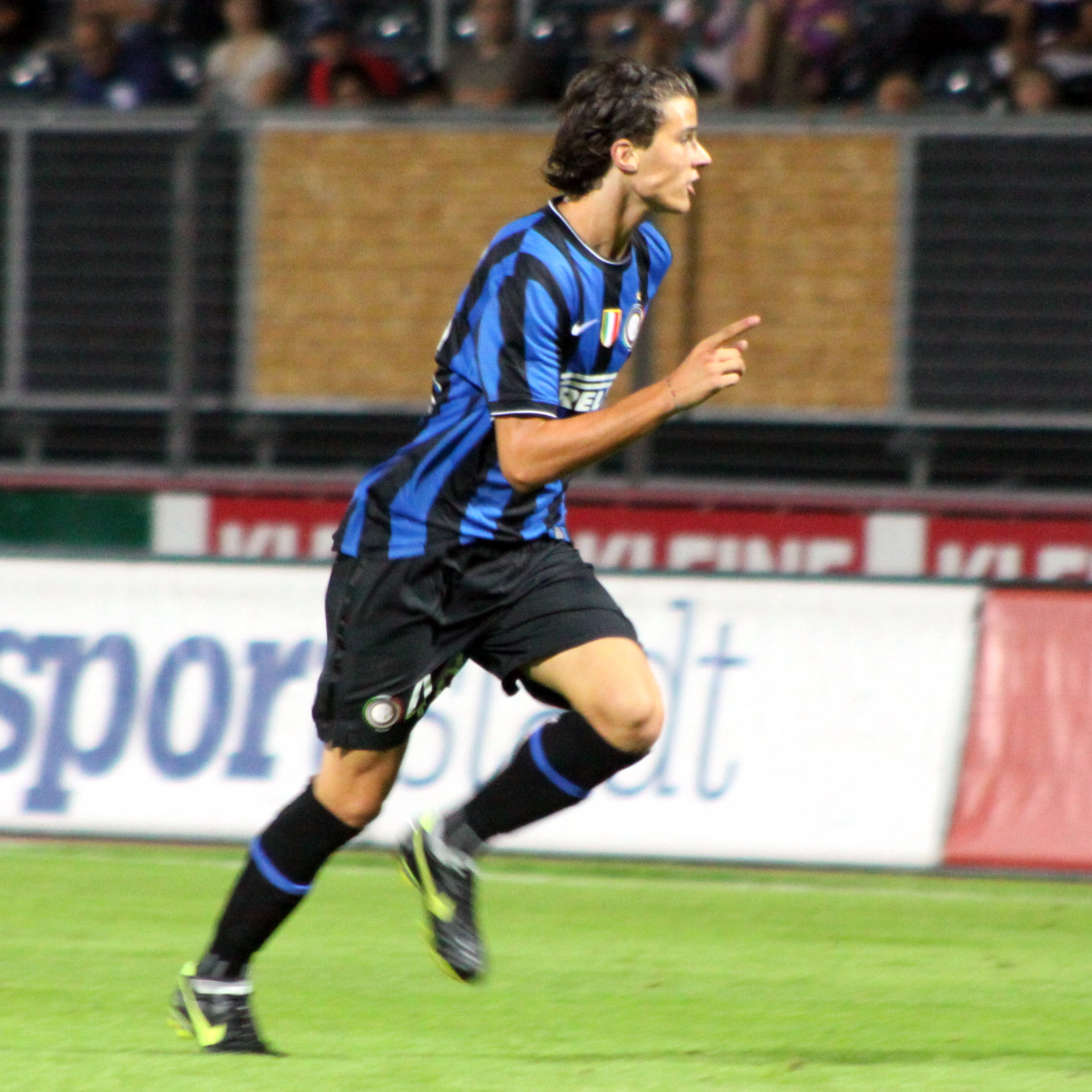
Crisetig con la maglia dell' nel 2009

Dopo aver cominciato a giocare a calcio nelle giovanili del G.S. Chiavris e dopo aver fatto successivamente tutta la trafila nel settore giovanile del Donatello Calcio (Udine), viene notato dall'Inter, dove l'allora allenatore Nunzio Zavettieri gli trova collocazione come interno sinistro.
Nel 2010, con José Mourinho, arrivano le prime convocazioni in prima squadra; è stato inoltre inserito più volte nella lista "B" giovanili per le competizioni europee dei nerazzurri. Nella stagione 2011-2012 viene inserito in prima squadra e debutta con la maglia nerazzurra il 27 settembre 2011, a 18 anni, in occasione della gara di UEFA Champions League contro il CSKA Mosca, subentrando a Cristian Chivu al 91': la gara è vinta per 2-3 dai nerazzurri.
Il 23 gennaio 2012 passa in compartecipazione al Parma, restando all'Inter in prestito sino a fine stagione.
Il 25 marzo 2012 si laurea campione d'Europa under-19 con la Primavera dell'Inter, conquistando la prima edizione della NextGen Series, vincendo ai rigori la finale giocata al Brisbane Road di Londra contro l'Ajax: è suo il gol decisivo dal dischetto nella sequenza finale.

#### Prestiti a Spezia, Crotone e Cagliari
Il 6 luglio 2012 si trasferisce allo Spezia con la formula del prestito secco, esordendo in Coppa Italia il 12 agosto dello stesso anno. Con la squadra ligure ottiene 10 presenze in Serie B fino a metà stagione.
Durante il mercato di gennaio viene ceduto in prestito al Crotone, sempre in Serie B, fino al termine della stagione. Con la squadra rossoblu va in gol al debutto, il 1º febbraio 2013, nella partita contro il Cittadella terminata 2-2. Il prestito viene rinnovato anche per la stagione 2013-2014. Con la squadra calabrese colleziona in totale 55 presenze e 2 gol.
Il 20 giugno 2014 il direttore generale del Parma, Pietro Leonardi, annuncia la risoluzione della comproprietà in favore dell'Inter, nell'ambito dell'affare con cui i ducali riacquistano l'intera proprietà di Ishak Belfodil.
L'11 luglio 2014 il Cagliari, militante in Serie A, ottiene il giocatore con la formula del prestito con diritto di riscatto. Il 23 agosto 2014 esordisce dal primo minuto nella partita contro il Catania valida per il terzo turno di Coppa Italia, nella quale si mette in mostra fornendo un ottimo assist per il 2-0 di Farias, lasciando poi il campo a un minuto dalla fine per cedere il posto a Donsah.
Esordisce in Serie A il 31 agosto 2014, a 21 anni, nella partita Sassuolo-Cagliari (1-1). Si rende protagonista di un buon campionato, nel quale ottiene 28 presenze, ma il Cagliari retrocede in Serie B.

#### Bologna, ritorno al Crotone e rientro alla base
Il 16 luglio 2015, dopo essere rientrato all'Inter per fine prestito, viene ceduto in prestito biennale con obbligo di riscatto al Bologna, neopromosso in Serie A. Gioca solo 6 partite in tutta la stagione.
Il 31 agosto 2016 viene riscattato per 2,9 milioni di euro e torna in prestito al Crotone, neopromosso in Serie A, con cui ottiene la salvezza all'ultima giornata.
A fine stagione torna al Bologna, con cui riesordisce il 26 agosto 2017, subentrando a Torosidis nella vittoria contro il Benevento. Non considerato dal suo allenatore Roberto Donadoni, in tutto gioca 9 partite tra campionato e Coppa Italia nel corso della stagione.

#### I prestiti a Frosinone e Benevento
Il 10 luglio 2018 si trasferisce al Frosinone con la formula del prestito con diritto di riscatto.
Dopo aver giocato solo 8 partite, il 24 gennaio 2019 il Bologna lo manda in Serie B al Benevento con la formula del prestito con obbligo di riscatto a determinate condizioni.

#### Mirandés
Dopo essere rimasto svincolato, il 6 febbraio 2020 trova squadra firmando per gli spagnoli del Mirandés, club militante in Segunda División.

#### Ritorno in Italia alla Reggina
Il 19 agosto 2020, dopo l'esperienza spagnola, torna in Italia venendo ingaggiato dalla Reggina, neopromossa in Serie B, con cui il centrocampista si lega contrattualmente fino al 30 giugno 2022. Segna il suo primo gol in maglia amaranto in occasione della terza giornata di campionato il 17 ottobre contro la Virtus Entella con un calcio di punizione.
Al termine della stagione 2022-2023 rimane svincolato dopo 104 presenze e 3 gol con la Reggina.

#### Padova
Dopo la prima parte di stagione da svincolato, il 12 gennaio 2024 viene acquistato dal Padova, militante in Serie C, con il quale firma un contratto fino al 30 giugno 2026. Otto giorni dopo, in occasione della sfida di Serie C contro l'Alessandria vinta per 1-0, fa il suo debutto in biancoscudato. Il 19 marzo successivo, realizza la sua prima rete con la nuova maglia nella finale d'andata di Coppa Italia di Serie C contro il Catania (2-1). Chiude la sua metà di stagione con diciannove presenze ed una rete. 
Nella nuova stagione viene nominato, dal nuovo allenatore Andreoletti, come vice-capitano della squadra dietro al neozelandese Niko Kirwan. Veste la fascia di capitano dei biancoscudati per la prima volta il 18 agosto 2024 nel secondo turno di Coppa Italia Serie C, vinto per 3-2 contro la Feralpisalò. Nella prima giornata di campionato segna la sua seconda rete con i patavini, la prima in Serie C e su punizione, nella vittoria contro il Trento per 3-0. Sotto la guida del nuovo allenatore diventa il perno del centrocampo biancoscudato totalizzando 35 presenze in campionato e vestendo quindici volte la fascia da capitano, l'ultima delle quali il 25 aprile 2025 nella sfida contro il Lumezzane terminata 0-0 che ha consegnato al Padova il campionato di Serie C, conquistando il suo primo trofeo in carriera. Chiude la sua prima stagione completa con i patavini raccogliendo 39 presenze ed una rete.
All'inizio della nuova stagione viene promosso a capitano del Calcio Padova.

### Nazionale
Messosi in luce con le Nazionali Under-16 e Under-17, riceve la sua prima convocazione in Nazionale Under-21 da parte di Pierluigi Casiraghi a 16 anni, nell'agosto 2009: in quell'occasione non viene impiegato.
Esordisce con l'Under-21 l'11 agosto 2010, entrando nel secondo tempo della partita amichevole Italia-Danimarca (2-2). Così, a 17 anni e 7 mesi, Crisetig diviene il più giovane giocatore a debuttare in Nazionale Under-21, primato poi battuto da Federico Bonazzoli e Gianluigi Donnarumma.
Il 14 agosto 2013 realizza una doppietta su rigore nella partita amichevole vinta 4-1 contro la Slovacchia, con il CT Luigi Di Biagio. Il 9 settembre 2013 esordisce nelle qualificazioni all'Europeo 2015 nella vittoria dell'Italia contro Cipro per 2-0, giocando titolare e uscendo al 59' per far posto a Riccardo Improta.
Prende parte all'Europeo Under-21 2015 in Repubblica Ceca.

## Statistiche

### Presenze e reti nei club
Statistiche aggiornate al 10 agosto 2025.
| Stagione        | Squadra         | Campionato      | Campionato | Campionato | Coppe nazionali | Coppe nazionali | Coppe nazionali | Coppe europee | Coppe europee | Coppe europee | Altre coppe | Altre coppe | Altre coppe | Totale | Totale |
| Stagione        | Squadra         | Comp            | Pres       | Reti       | Comp            | Pres            | Reti            | Comp          | Pres          | Reti          | Comp        | Pres        | Reti        | Pres   | Reti   |
| --------------- | --------------- | --------------- | ---------- | ---------- | --------------- | --------------- | --------------- | ------------- | ------------- | ------------- | ----------- | ----------- | ----------- | ------ | ------ |
| 2011-2012       | Inter           | A               | 0          | 0          | CI              | 0               | 0               | UCL           | 1             | 0             | SI          | -           | -           | 1      | 0      |
| 2012-gen. 2013  | Spezia          | B               | 10         | 0          | CI              | 2               | 0               | -             | -             | -             | -           | -           | -           | 12     | 0      |
| gen.-giu. 2013  | Crotone         | B               | 17         | 1          | CI              | -               | -               | -             | -             | -             | -           | -           | -           | 17     | 1      |
| 2013-2014       | Crotone         | B               | 38+1       | 1          | CI              | 1               | 0               | -             | -             | -             | -           | -           | -           | 40     | 1      |
| 2014-2015       | Cagliari        | A               | 28         | 0          | CI              | 2               | 0               | -             | -             | -             | -           | -           | -           | 30     | 0      |
| 2015-2016       | Bologna         | A               | 5          | 0          | CI              | 1               | 0               | -             | -             | -             | -           | -           | -           | 6      | 0      |
| 2016-2017       | Crotone         | A               | 32         | 0          | CI              | 0               | 0               | -             | -             | -             | -           | -           | -           | 32     | 0      |
| Totale Crotone  | Totale Crotone  | Totale Crotone  | 87+1       | 2          |                 | 1               | 0               |               | -             | -             |             | -           | -           | 89     | 2      |
| 2017-2018       | Bologna         | A               | 8          | 0          | CI              | 0               | 0               | -             | -             | -             | -           | -           | -           | 8      | 0      |
| Totale Bologna  | Totale Bologna  | Totale Bologna  | 13         | 0          |                 | 1               | 0               |               | -             | -             |             | -           | -           | 14     | 0      |
| 2018-gen. 2019  | Frosinone       | A               | 8          | 0          | CI              | 0               | 0               | -             | -             | -             | -           | -           | -           | 8      | 0      |
| gen.-giu. 2019  | Benevento       | B               | 11         | 0          | CI              | 0               | 0               | -             | -             | -             | -           | -           | -           | 11     | 0      |
| feb.-giu. 2020  | Mirandés        | SD              | 9          | 0          | CR              | 0               | 0               | -             | -             | -             | -           | -           | -           | 9      | 0      |
| 2020-2021       | Reggina         | B               | 36         | 2          | CI              | 1               | 0               | -             | -             | -             | -           | -           | -           | 37     | 2      |
| 2021-2022       | Reggina         | B               | 36         | 0          | CI              | 1               | 0               | -             | -             | -             | -           | -           | -           | 37     | 0      |
| 2022-2023       | Reggina         | B               | 29         | 1          | CI              | 1               | 0               | -             | -             | -             | -           | -           | -           | 30     | 1      |
| Totale Reggina  | Totale Reggina  | Totale Reggina  | 101        | 3          |                 | 3               | 0               |               | -             | -             |             | -           | -           | 104    | 3      |
| gen.-giu. 2024  | Padova          | C               | 15+1       | 0          | CI-C            | 3               | 1               | -             | -             | -             | -           | -           | -           | 19     | 1      |
| 2024-2025       | Padova          | C               | 35         | 1          | CI+CI-C         | 1+1             | 0               | -             | -             | -             | SC-C        | 2           | 0           | 39     | 1      |
| 2025-2026       | Padova          | B               | 0          | 0          | CI              | 1               | 0               | -             | -             | -             | -           | -           | -           | 1      | 0      |
| Totale Padova   | Totale Padova   | Totale Padova   | 51         | 1          |                 | 6               | 1               |               | -             | -             |             | 2           | 0           | 59     | 2      |
| Totale carriera | Totale carriera | Totale carriera | 319        | 6          |                 | 15              | 1               |               | 1             | 0             |             | 2           | 0           | 337    | 7      |

### Cronologia presenze e reti in nazionale
| Cronologia completa delle presenze e delle reti in nazionale ― Italia under 21 | Cronologia completa delle presenze e delle reti in nazionale ― Italia under 21 | Cronologia completa delle presenze e delle reti in nazionale ― Italia under 21 | Cronologia completa delle presenze e delle reti in nazionale ― Italia under 21 | Cronologia completa delle presenze e delle reti in nazionale ― Italia under 21 | Cronologia completa delle presenze e delle reti in nazionale ― Italia under 21 | Cronologia completa delle presenze e delle reti in nazionale ― Italia under 21 | Cronologia completa delle presenze e delle reti in nazionale ― Italia under 21 |
| Data                                                                           | Città                                                                          | In casa                                                                        | Risultato                                                                      | Ospiti                                                                         | Competizione                                                                   | Reti                                                                           | Note                                                                           |
| ------------------------------------------------------------------------------ | ------------------------------------------------------------------------------ | ------------------------------------------------------------------------------ | ------------------------------------------------------------------------------ | ------------------------------------------------------------------------------ | ------------------------------------------------------------------------------ | ------------------------------------------------------------------------------ | ------------------------------------------------------------------------------ |
| 11-8-2010                                                                      | Viareggio                                                                      | Italia under 21                                                                | 2 – 2                                                                          | Danimarca under 21                                                             | Amichevole                                                                     | -                                                                              | 80’                                                                            |
| 24-3-2011                                                                      | Reggio Emilia                                                                  | Italia under 21                                                                | 3 – 1                                                                          | Svezia under 21                                                                | Amichevole                                                                     | -                                                                              | 82’                                                                            |
| 29-3-2011                                                                      | Kassel                                                                         | Germania under 21                                                              | 2 – 2                                                                          | Italia under 21                                                                | Amichevole                                                                     | -                                                                              | 46’                                                                            |
| 13-11-2012                                                                     | Siena                                                                          | Italia under 21                                                                | 1 – 3                                                                          | Spagna under 21                                                                | Amichevole                                                                     | -                                                                              |                                                                                |
| 14-8-2013                                                                      | Senec                                                                          | Slovacchia under 21                                                            | 1 – 4                                                                          | Italia under 21                                                                | Amichevole                                                                     | 2                                                                              | 46’                                                                            |
| 9-9-2013                                                                       | Nicosia                                                                        | Cipro under 21                                                                 | 0 – 2                                                                          | Italia under 21                                                                | Qual. Europeo Under-21 2015                                                    | -                                                                              | 59’                                                                            |
| 13-8-2014                                                                      | Ploiești                                                                       | Romania under 21                                                               | 2 – 1                                                                          | Italia under 21                                                                | Amichevole                                                                     | -                                                                              | 64’                                                                            |
| 5-9-2014                                                                       | Pescara                                                                        | Italia under 21                                                                | 3 – 2                                                                          | Serbia under 21                                                                | Qual. Europeo Under-21 2015                                                    | -                                                                              |                                                                                |
| 9-9-2014                                                                       | Castel di Sangro                                                               | Italia under 21                                                                | 7 – 1                                                                          | Cipro under 21                                                                 | Qual. Europeo Under-21 2015                                                    | -                                                                              | 74’                                                                            |
| 10-10-2014                                                                     | Zlaté Moravce                                                                  | Slovacchia under 21                                                            | 1 – 1                                                                          | Italia under 21                                                                | Qual. Europeo Under-21 2015                                                    | -                                                                              | 70’ 77’                                                                        |
| 14-10-2014                                                                     | Reggio Emilia                                                                  | Italia under 21                                                                | 3 – 1                                                                          | Slovacchia under 21                                                            | Qual. Europeo Under-21 2015                                                    | -                                                                              | 30’                                                                            |
| 17-11-2014                                                                     | Matera                                                                         | Italia under 21                                                                | 0 – 1                                                                          | Danimarca under 21                                                             | Amichevole                                                                     | -                                                                              |                                                                                |
| 27-3-2015                                                                      | Paderborn                                                                      | Germania under 21                                                              | 2 – 2                                                                          | Italia under 21                                                                | Amichevole                                                                     | -                                                                              | 62’                                                                            |
| 30-3-2015                                                                      | Benevento                                                                      | Italia under 21                                                                | 0 – 1                                                                          | Serbia under 21                                                                | Amichevole                                                                     | -                                                                              | 77’                                                                            |
| 21-6-2015                                                                      | Uherské Hradiště                                                               | Italia under 21                                                                | 0 – 0                                                                          | Portogallo under 21                                                            | Europeo Under-21 2015 - 1º turno                                               | -                                                                              | 76’                                                                            |
| 24-6-2015                                                                      | Olomouc                                                                        | Inghilterra under 21                                                           | 1 – 3                                                                          | Italia under 21                                                                | Europeo Under-21 2015 - 1º turno                                               | -                                                                              |                                                                                |
| Totale                                                                         |                                                                                | Presenze                                                                       | 16                                                                             |                                                                                | Reti                                                                           | 2                                                                              |                                                                                |

## Palmarès

### Competizioni giovanili
- Champions Under-18 Challenge: 1

Inter: 2010
- Torneo di Viareggio: 1

Inter: 2011
- NextGen Series: 1

Inter: 2011-2012
- Campionato Primavera: 1

Inter: 2011-2012

### Competizioni nazionali
- Serie C: 1

Padova: 2024-2025 (girone A)